# Rio Caué
O Rio Caué é um curso de água do arquipélago de São Tomé e Príncipe, localizado no distrito de Caué, ilha de São Tomé, corre para Este até encontrar o mar entre a Praia Grande e a Praia Zongonhin, frente ao ilhéu Quixibá.